# Leandro Arpinati
Leandro Arpinati (Civitella di Romagna, 29 febbraio 1892 – Argelato, 22 aprile 1945) è stato un politico e squadrista italiano.

## Biografia

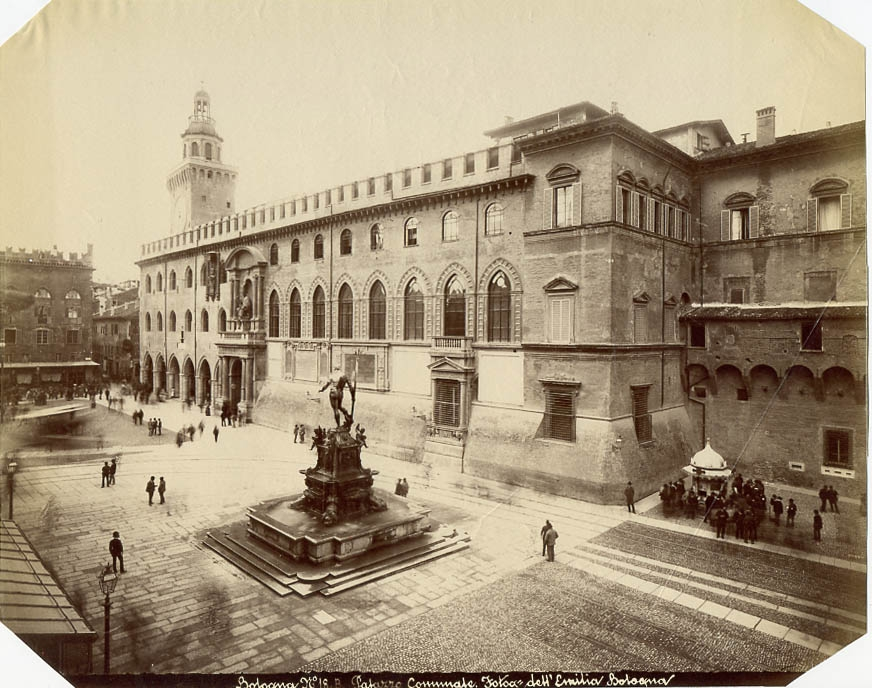
Bologna: Palazzo d'Accursio in una foto d'epoca

Figlio di un piccolo commerciante socialista del forlivese, sedicenne venne iscritto d'ufficio dal padre al PSI. Trasferitosi a Torino come ferroviere prima della Grande Guerra, tornò a vent'anni nel paese natale e qui fondò la sezione anarchica in concorrenza con la sezione socialista. Fece parte della Massoneria. Interventista, divenne amico del conterraneo Mussolini nel 1914. 
Arpinati fu interventista, ma, dopo l'ingresso in guerra dell'Italia, fu destinato (come molti ferrovieri) a compiti logistici lontani dal fronte, connessi al traffico ferroviario. Diversi suoi rivali nel regime fascista (ma non tutti, Farinacci, ad esempio, ne condivideva questo aspetto biografico) lo accusarono sempre di essere stato un imboscato o di essere stato un "interventista non intervenuto".

### Adesione al fascismo
Il 23 marzo 1919, su richiesta di Mussolini, entrò a far parte del "Comitato dei Fasci di azione rivoluzionaria", che allargava sul piano nazionale il "Fascio di combattimento milanese", fondato dallo stesso Mussolini a Milano in piazza Sansepolcro (adunata di piazza Sansepolcro) il 21 marzo 1919. Dopo la dissoluzione del primo fascio di combattimento di Bologna (che era stato costituito il 10 aprile 1919), con Marcello Serrazanetti Arpinati fondò qualche mese dopo il secondo, e assai più duraturo, fascio di combattimento in quella città, del quale divenne segretario. Con lui, tra gli altri, Dino Grandi e Gino Baroncini.
A Bologna divenne uno dei capi dello squadrismo: in quegli anni di violenza, nel corso dei quali si consumarono numerosi omicidi, Arpinati fu arrestato varie volte: la prima volta nel novembre del 1919 a Milano, per fatti verificatisi a Lodi, e rimase in carcere per 46 giorni; la seconda volta il 20 settembre 1920 per l'assalto al "Caffè della Borsa" di Bologna, noto ritrovo di socialisti, nel corso del quale mano ignota aveva ucciso l'operaio Guido Tibaldi: rimase in carcere, in questo caso, solo 3 giorni. 
Una terza volta fu arrestato, assieme a Dino Grandi e Gino Baroncini, nel gennaio 1921, per aver violato il decreto del governo che vietava l'uso delle armi nelle province emiliane. A metà marzo 1921 venne arrestato e portato nel carcere di Ferrara, poi rilasciato dopo pochi giorni; il 18 dicembre 1920 si autodenunciò per l'aggressione ai deputati socialisti Genuzio Bentini e Adelmo Niccolai e restò in carcere per due giorni; nel luglio 1922, durante gli scontri di Cesenatico, cadde al suo fianco il segretario bolognese del Partito Nazionale Fascista (PNF) Clearco Montanari.
Appartiene allo stesso periodo la cosiddetta strage di Palazzo d'Accursio, in Piazza Nettuno e Piazza Maggiore, a Bologna, il 21 novembre 1920. Convinto che dopo la presa del potere del partito fascista si dovessero mutare le strategie politiche, nel 1923 disapprovò l'uso della violenza fine a sé stessa praticata dal fascio bolognese e si ritirò dalla scena politica per un intero anno. Secondo altri autori, quel ritiro avrebbe avuto invece quale causa l'ingiusta accusa mossagli da Dino Grandi di aver acquistato due camion per le squadre fasciste.

### La conquista del potere

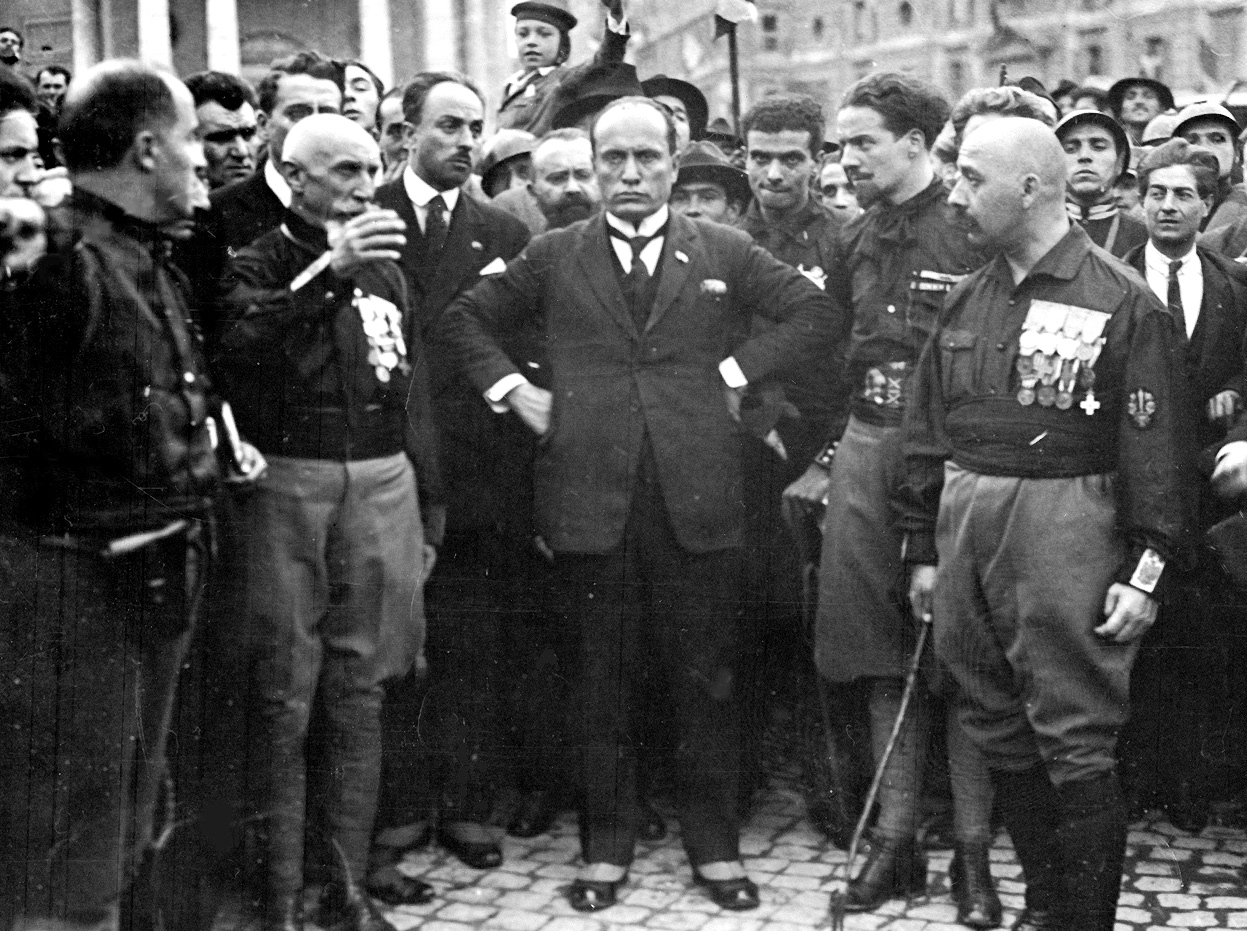
Mussolini e altri gerarchi al congresso fascista di Napoli, 24 ottobre 1922.

Nel 1921 fu eletto deputato del Regno nei Blocchi nazionali per il PNF (fino al 1924) e, dopo la Marcia su Roma, cui non partecipò, ritenendola "una buffonata", vicesegretario generale del Partito Nazionale Fascista (PNF). Rieletto alla Camera nel 1924 nel listone fascista, tra il 1924 ed il 1929 divenne federale provinciale del PNF di Bologna, Forlì, Rovigo e Treviso. Nel 1926 divenne vicesegretario generale del PNF e podestà di Bologna, cariche che lasciò nel 1929 per diventare sottosegretario agli Interni (fino al 1933); da notare che, essendo il ministro lo stesso Mussolini, di fatto - e spesso anche di diritto - fu lui ad esercitare le funzioni ministeriali. Nel 1929 fu anche rieletto alla Camera. Fu membro del Gran Consiglio del Fascismo (agosto 1924-giugno 1925 e aprile 1926-aprile 1933).
Ricoprì molti incarichi in ambito sportivo: a cavallo tra il 1926 e il 1933 fu presidente della Federazione Italiana Giuoco Calcio (FIGC); nel 1925 fu vicepresidente della Federazione Italiana Sports Atletici (FISA) – divenuta l'anno dopo Federazione Italiana di Atletica Leggera (FIDAL) – e successivamente presidente della stessa dal 1927 al 1929; nel 1930 fu presidente della Federazione Italiana Rari Nantes (da lui ribattezzata Federazione Italiana Nuoto); dal 1931 al 1933 fu, come presidente del CONI, al vertice dello sport italiano. In FIGC diede il via all'importante riforma del campionato di calcio e ottenne l'organizzazione dei Mondiali del 1934. Per la stagione calcistica 1926-1927, in qualità di presidente, decise per la non assegnazione del titolo, vinto sul campo dal Torino, a motivo di un episodio di corruzione di un calciatore della Juventus da parte di un dirigente della squadra granata. Decise di non assegnare lo scudetto al Bologna, del quale era notoriamente tifoso, per non essere accusato di fare favoritismi. Inoltre, a lui si deve l'idea di costruire il complesso sportivo del Littoriale, che diventerà lo Stadio Renato Dall'Ara di Bologna, la cui posa della prima pietra avvenne il 12 giugno 1925.

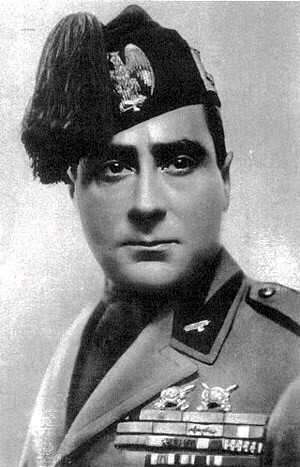
Achille Starace, avversario di Arpinati

Ribelle ad ogni asservimento e adulazione, individualista fino all'estremo, era divenuto presto, dopo i primissimi anni di ardore rivoluzionario, "una specie di conservatore liberale", o meglio liberista, alla Pantaleoni. Era quindi contrario all'interventismo statale, contrarissimo al corporativismo, mentre il senso dello Stato, come tutore dell'ordine e del diritto, lo rendeva ostile all'ingerenza e all'autorità del partito. Egli veniva così a trovarsi in contrasto con le tendenze fondamentali del regime. Si aggiungeva a ciò la sua straordinaria libertà di parola, giudicante crudamente uomini e cose. Non aveva voluto imporre la tessera fascista ai funzionari del suo Ministero e ancor più scandalose apparivano certe sue familiarità con antifascisti perseguitati dal fascismo, quanto all'ostilità dichiarata nei confronti dello statalismo e del corporativismo fascista.

### Il declino e la morte
Negli anni del sottosegretariato (1929-1933) si creò così anche innumerevoli inimicizie, esordendo con il rifiuto della busta segreta (di denaro) che, secondo tradizione, veniva erogata al Ministro degli Interni, di cui egli esercitava le funzioni. Aveva per anni mantenuto un rapporto speciale con Benito Mussolini, che ne subiva fortemente l'ascendente. Il nuovo segretario del PNF, Achille Starace, presentò personalmente a Mussolini una lettera-denunzia il 3 maggio 1933, articolata in 17 punti di accusa: in essa ad Arpinati, definito da Starace il pontefice nero, erano addebitate tra l'altro le amicizie, sempre coltivate, con noti antifascisti (quali Mario Missiroli, Giuseppe Massarenti, Torquato Nanni), le attività contro il regime, le idee liberali e anticorporativiste.
Mussolini aveva già messo a conoscenza Arpinati il 27 aprile 1933 delle accuse mosse contro di lui da Starace: il 1º maggio 1933 lasciò l'incarico di sottosegretario agli Interni; il 31 ottobre 1933 fu espulso dal PNF.
Ritornato a Bologna e ritiratosi in una sua tenuta a Malacappa, presso Argelato (Bologna), Arpinati venne sospettato di tramare contro Mussolini: arrestato nella notte del 26 luglio 1934 sotto l'imputazione di avere mantenuto atteggiamento ostile alle direttive e all'unità del regime, venne inviato a Lipari per scontarvi cinque anni di confino. Il 19 luglio 1936 poté tornare a Malacappa, rimanendovi sotto stretta sorveglianza, agli arresti domiciliari nella sua azienda agricola. Nel 1939 la pena fu rinnovata per ulteriori 5 anni, ma venne poi prosciolto da Mussolini il 14 giugno 1940.
Nel 1943 aveva rifiutato l'invito, fattogli da Mussolini in persona, di aderire alla Repubblica Sociale Italiana, offrendogli il ministero dell'Interno o addirittura il ruolo di capo del governo; nascose invece nella sua tenuta ex prigionieri alleati e il Comitato di Liberazione Nazionale (CLN) gli garantì protezione.
Il 22 aprile 1945 fu ucciso, davanti agli occhi della figlia Giancarla e dopo l'inutile tentativo dell'amico socialista Torquato Nanni di fargli da scudo (perse anche lui la vita), da un gruppo di partigiani guidati da Luigi Borghi, nome di battaglia "Ultimo". Sulle circostanze della sua morte sono state formulate peraltro numerose versioni.
È sepolto nel piccolo cimitero di Casadio, frazione di Argelato, nella tomba di famiglia.